# 朱載坅
樊山王朱載坅（16世纪—1597年），号昇甫，一号大隠山人，明朝宗室、诗人，明仁宗子荆宪王朱瞻堈五世孙，樊山恭恪王朱厚焌庶长子，生母次妃張氏，明朝第四代樊山王。

## 生平
嘉靖三十年（1551年），父朱厚焌逝世。朱載坅随后于嘉靖三十六年（1557年）七月十九日获明朝廷册封为樊山王。
朱載坅博闻强识、长于诗词，有《大隐山人集》十七卷、《茹蜡子》、《三径词》各一卷流传于世；其子朱翊𨥌、朱翊𨬑、朱翊⿱朔金也以文著称，兄弟三人曾共居一楼台，创建了诗社花萼社，在蕲州地区享有声誉。又遵守礼节、有修行、不慕名利、禮賢下士，与当时「後七子」的吳國倫、王世贞等文人交流颇多；朱載坅所育四女皆未册封县主、也没有为她们请求禄饷，却将她们嫁给了蕲州当地的士人，并认为自己获得俸禄已经成为浪费，故不应该让子孙也浪费公帑。其本人也于隆庆六年（1572年）向明穆宗上书请求以身报国，但未果。
万历二十五年（1597年），朱載坅過世，无谥号。三年后其庶长子朱翊𨥌袭封樊山王。